# Raphia farinifera
La palma rafia (Raphia farinifera (Gaertn.) Hyl.) è una pianta appartenente alla famiglia delle Arecacee, originaria dell'Africa tropicale e del Madagascar.

## Descrizione

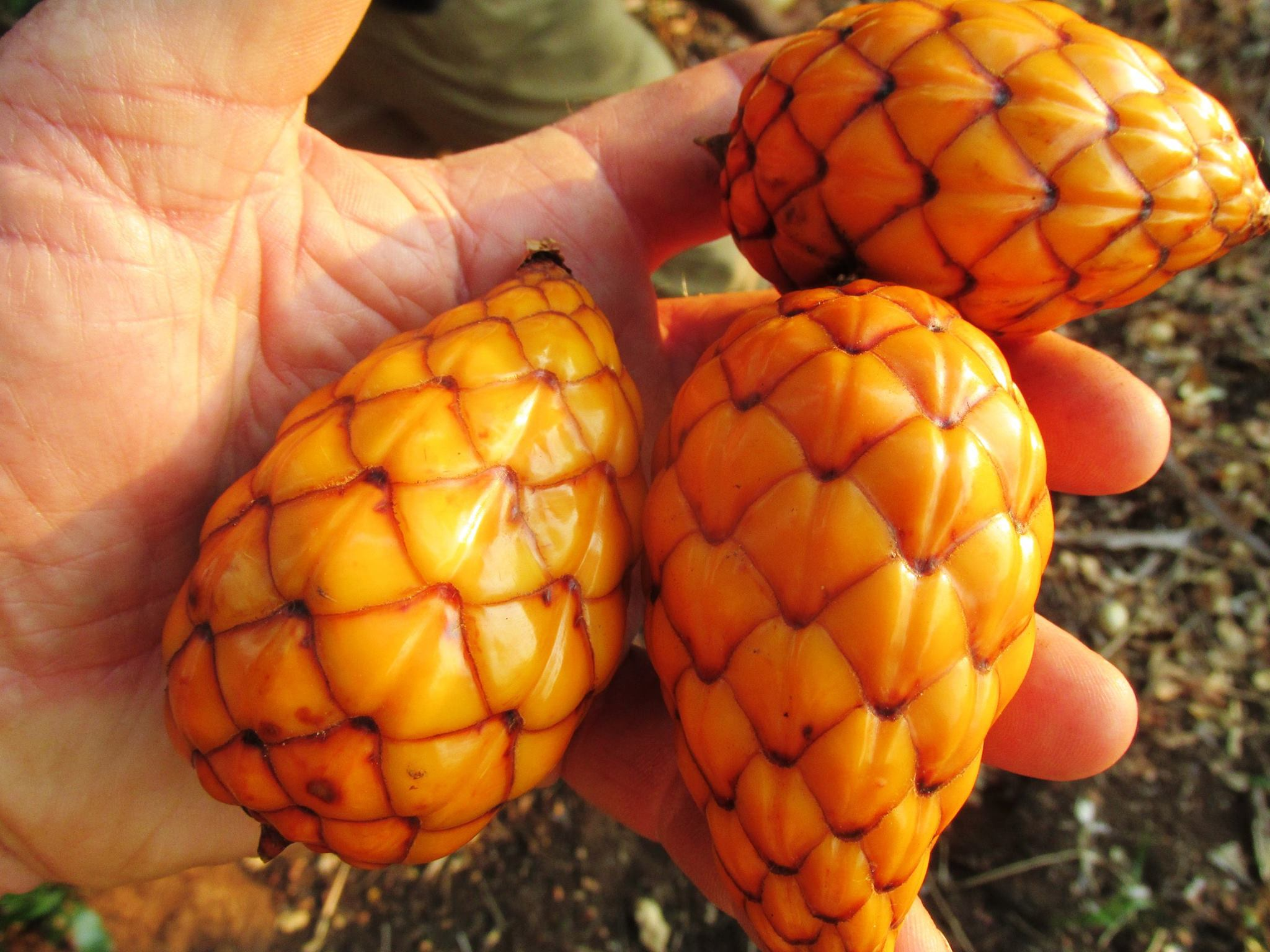
Frutti di R. farinifera

È una specie pollonifera caratterizzata da fusti multipli, alti sino a 10 m. Le foglie sono pennate, erette, lunghe fino a 20 m, disposte a corona alla sommità del fusto e sorrette da un picciolo largo e spinoso. È una specie monocarpica: i fiori, riuniti in infiorescenze terminali, compaiono un'unica volta verso i 40-50 anni di età. I frutti sono ovoidali, di colore bruno-rossastro. Dopo la fruttificazione il fusto secca e la pianta emette nuovi polloni basali.

## Distribuzione e habitat
R. farinifera è diffusa nell'Africa Tropicale e in Madagascar.
Predilige ambienti molto umidi (foresta umida, paludi, sponde dei fiumi).

## Usi

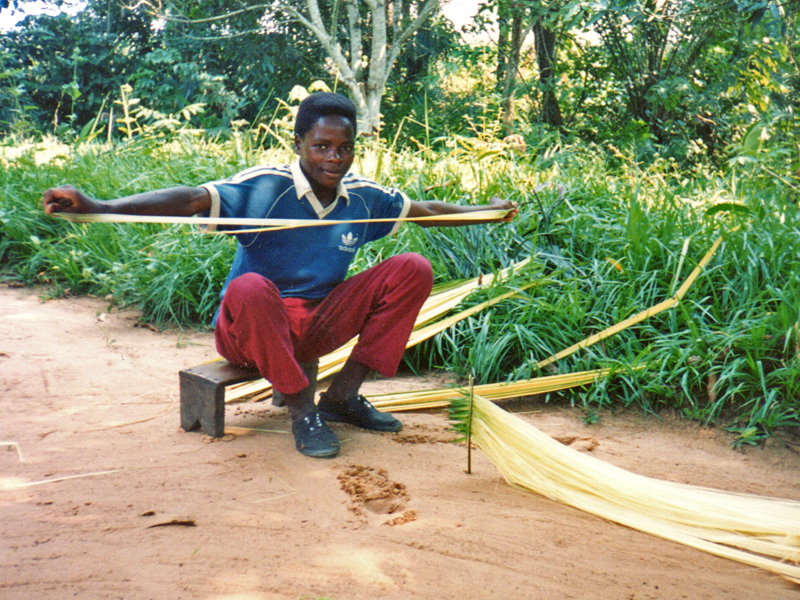
Lavorazione della rafia

- Dalle foglie si ricava la rafia, una fibra resistente e grossolana, utilizzata soprattutto per la produzione di legacci per l'agricoltura, ma anche per lavori di intreccio (stuoie, cestini, cappelli, borse, ecc.)
- Dal midollo del fusto si estrae il sago, una farina utilizzata a scopo alimentare